# Primera División 2024-2025 (Costa Rica)
La Primera Division 2024-2025, nota anche come Liga Promerica 2024-2025 per ragioni di sponsorizzazione, è stata la 122ª edizione della massima serie del campionato di calcio costaricano. Il campionato è iniziato il 20 luglio 2024 e si è concluso il 29 maggio 2025. 
La stagione è stata divisa in due tornei separati, l'Apertura 2024 e il Clausura 2025, con lo stesso formato e le stesse squadre partecipanti.

## Stagione

### Novità
Dalla scorsa edizione del campionato è retrocesso il Municipal Grecia, ultimo classificato della classifica aggregata. Al suo posto, dalla Segunda División è stato promosso il Santa Ana.

### Formula
Le 12 squadre partecipanti giocheranno due distinti gironi di andata e ritorno, l'Apertura e il Clausura, ognuno da 22 giornate, e al termine di ognuno di essi le prime 4 classificate si qualificano per i play-off, che prevedono due turni a eliminazione diretta di andata e ritorno. Al termine della fase a eliminazione diretta, la vincitrice della finale gioca una Gran Final contro la prima nella classifica della stagione regolare. Se la vincente della fase finale è anche la vincente della stagione regolare, questa è automaticamente campione nazionale.
Per quanto riguarda le retrocessioni, a retrocedere è l'ultima classificata nella classifica aggregata di Apertura e Clausura.

## Squadre partecipanti
| Club               | Città                    | Stagione precedente                        |
| ------------------ | ------------------------ | ------------------------------------------ |
| Alajuelense        | Alajuela                 | Semifinali di Apertura; Finale di Apertura |
| Cartaginés         | Cartago                  | Semifinali di Apertura; 9° in Clausura     |
| Guanacasteca       | Nicoya                   | 5° in Apertura; 7° in Clausura             |
| Herediano          | Heredia                  | Finale di Apertura; Semifinali di Clausura |
| Municipal Liberia  | Liberia                  | 9° in Apertura; 5° in Clausura             |
| Puntarenas         | Puntarenas               | 10° in Apertura; 10° in Clausura           |
| Pérez Zeledón      | San Isidro de El General | 11° in Apertura; 8° in Clausura            |
| San Carlos         | Quesada                  | 6° in Apertura; Semifinali di Clausura     |
| Santa Ana          | San José                 | 1° in Segunda Division                     |
| Santos de Guápiles | Guápiles                 | 8° in Apertura; 11° in Clausura            |
| Saprissa           | San Juan de Tibás        | Campione di Apertura e Clausura            |
| Sporting San José  | Pavas                    | 7° in Apertura; 6° in Clausura             |

## Apertura

### Stagione regolare
La stagione regolare di Apertura è iniziata il 20 luglio ed è terminata il 1º dicembre 2024.
|  | Pos. | Squadra            | Pt | G  | V  | N  | P  | GF | GS | DR  |
|  | ---- | ------------------ | -- | -- | -- | -- | -- | -- | -- | --- |
|  | 1.   | Alajuelense        | 46 | 22 | 13 | 7  | 2  | 37 | 18 | +19 |
|  | 2.   | Saprissa           | 41 | 22 | 12 | 5  | 5  | 37 | 28 | +9  |
|  | 3.   | San Carlos         | 39 | 22 | 10 | 9  | 3  | 41 | 26 | +15 |
|  | 4.   | Herediano          | 35 | 22 | 10 | 5  | 7  | 34 | 28 | +6  |
|  | 5.   | Guanacasteca       | 35 | 22 | 10 | 5  | 7  | 26 | 31 | -5  |
|  | 6.   | Cartaginés         | 34 | 22 | 10 | 4  | 8  | 33 | 29 | +4  |
|  | 7.   | Sporting San José  | 27 | 22 | 8  | 3  | 11 | 27 | 27 | 0   |
|  | 8.   | Municipal Liberia  | 26 | 22 | 7  | 5  | 10 | 32 | 30 | +2  |
|  | 9.   | Pérez Zeledón      | 22 | 22 | 4  | 10 | 8  | 20 | 27 | -7  |
|  | 10.  | Santos de Guápiles | 21 | 22 | 5  | 6  | 11 | 29 | 39 | -10 |
|  | 11.  | Santa Ana          | 20 | 22 | 5  | 5  | 12 | 22 | 39 | -17 |
|  | 12.  | Puntarenas         | 15 | 22 | 3  | 6  | 13 | 18 | 34 | -16 |

Legenda:
      Qualificata alla Gran Final e ai play-off.
      Qualificata ai play-off.

### Play-off

#### Semifinali
| Squadra 1   | Totale | Squadra 2 | Andata | Ritorno |
| ----------- | ------ | --------- | ------ | ------- |
| San Carlos  | 2 - 4  | Saprissa  | 2 - 2  | 0 - 2   |
| Alajuelense | 2 - 4  | Herediano | 0 - 2  | 2 - 2   |

#### Finale
| Squadra 1 | Totale | Squadra 2 | Andata | Ritorno |
| --------- | ------ | --------- | ------ | ------- |
| Saprissa  | 2 - 3  | Herediano | 0 - 3  | 2 - 0   |

#### Gran Final
| Squadra 1 | Totale | Squadra 2   | Andata | Ritorno |
| --------- | ------ | ----------- | ------ | ------- |
| Herediano | 3 - 2  | Alajuelense | 2 - 0  | 1 - 2   |

## Clausura
|  | Pos. | Squadra            | Pt | G  | V  | N  | P  | GF | GS | DR  |
|  | ---- | ------------------ | -- | -- | -- | -- | -- | -- | -- | --- |
|  | 1.   | Herediano          | 46 | 22 | 13 | 7  | 2  | 38 | 18 | +20 |
|  | 2.   | Alajuelense        | 42 | 22 | 10 | 12 | 0  | 28 | 12 | +16 |
|  | 3.   | Puntarenas         | 41 | 22 | 11 | 8  | 3  | 29 | 18 | +11 |
|  | 4.   | Saprissa           | 39 | 22 | 11 | 6  | 5  | 30 | 18 | +12 |
|  | 5.   | Cartaginés         | 38 | 22 | 11 | 5  | 6  | 29 | 16 | +13 |
|  | 6.   | Sporting San José  | 31 | 22 | 9  | 4  | 9  | 25 | 28 | -3  |
|  | 7.   | Municipal Liberia  | 24 | 22 | 7  | 3  | 12 | 26 | 26 | 0   |
|  | 8.   | Santos de Guápiles | 24 | 22 | 6  | 6  | 10 | 26 | 33 | -7  |
|  | 9.   | Pérez Zeledón      | 23 | 22 | 6  | 5  | 11 | 16 | 28 | -12 |
|  | 10.  | San Carlos         | 19 | 22 | 4  | 7  | 11 | 16 | 23 | -7  |
|  | 11.  | Guanacasteca       | 16 | 22 | 3  | 7  | 12 | 12 | 33 | -21 |
|  | 12.  | Santa Ana          | 14 | 22 | 2  | 8  | 12 | 22 | 44 | -22 |

Legenda:
      Qualificata alla Gran Final e ai play-off.
      Qualificata ai play-off.

### Play-off

#### Semifinali
| Squadra 1  | Totale | Squadra 2   | Andata | Ritorno |
| ---------- | ------ | ----------- | ------ | ------- |
| Saprissa   | 4 - 2  | Herediano   | 4 - 0  | 0 - 2   |
| Puntarenas | 0 - 1  | Alajuelense | 0 - 0  | 0 - 1   |

#### Finale
| Squadra 1 | Totale | Squadra 2   | Andata | Ritorno |
| --------- | ------ | ----------- | ------ | ------- |
| Saprissa  | 3 - 4  | Alajuelense | 3 - 3  | 0 - 1   |

#### Gran Final
| Squadra 1 | Totale | Squadra 2   | Andata | Ritorno |
| --------- | ------ | ----------- | ------ | ------- |
| Herediano | 1 - 0  | Alajuelense | 0 - 0  | 1 - 0   |